# Terry Baker
College Football Hall of Fame 1982
(en) Statistiques sur pro-football-reference
(en) Statistiques sur statscrew
Terry Wayne Baker , né le 5 mai 1941 à Pine River dans l'État du Minnesota, est un américain, joueur de basket-ball et de football américain.
Au niveau universitaire, il joue au football américain et au basketball pour les Beavers de l'université d'État de l'Oregon. Il joue au poste de quarterback pour les Beavers de 1960 à 1962 et remporte le Trophée Heisman au terme de sa saison senior.
Au printemps de son année senior (en 1963), il participe au Final Four du tournoi de basketball de la division I de la NCAA. À ce jour, il est le seul athlète à avoir remporté le Trophée Heisman et à disputer le Final Four.
Baker est sélectionné en tout premier choix lors de la draft 1963 de la NFL (en) par la franchise des Rams de Los Angeles de la National Football League (NFL) de 1963 à 1965. Il joue ensuite pendant une saison (en 1967) dans la Ligue canadienne de football (LCF) avec les Eskimos d’Edmonton .
Baker est intronisé au College Football Hall of Fame en 1982.

## Jeunesse
Baker est né le 5 mai 1941 à Pine River, dans le Minnesota . Il fréquente la Jefferson High School à Portland, en Oregon, où il fait partie des Democrats, l'équipe de l'école, dans trois sports.
Baker est letterman durant trois ans en basket-ball et lors de son année senior, il emmène les Democrats pendant le championnat des écoles de la ville de Portland (la Portland Interscholastic League) . Baker est également un excellent joueur de baseball. Également letterman durant ses quatre années en baseball, il dirige son équipe pendant le championnat 1959 de l'Oregon School Activities Association.
Baker est cependant meilleur en football américain. Il joue au poste de quarterback et de tailback pour les Democrats. Dans ses saisons junior et senior, les Democrats affichent un bilan de 23 victoires pour aucune défaite et ils remportent les deux championnats de l'Oregon State Athletic Association. En tant que senior, il gagne un total de 1 261 yards à la passe et 438 à la course.

## Carrière universitaire
Baker intègre l'université d'État de l'Oregon où il joue pour les Beavers. Il évolue poste de meneur pour l'équipe de basket-ball. Il joue également au football américain de 1960 à 1962, totalisant 3 476 yards et 23 touchdowns à la passe ainsi que 1 503 yards et 15 touchdowns à la course.
Le 27 novembre 1962, il remporte le Trophée Heisman pour ses exploits au cours de la saison 1962. Il est le premier joueur d'une école située à l'ouest du Texas à remporter ce prix. Il gagne en plus le Maxwell Award et le W. J. Voit Memorial Trophy (en). Il est sélectionné dans l'équipe-type All-American et est nommé Sportif de l'année par Sports Illustrated. Il est récipiendaire du Prix de la Helms Athletic Foundation et gagne 14 prix du joueur de l’année, dont ceux de l'Associated Press (AP), de la United Press International (UPI) et de The Sporting News. Il participe  au Chicago College All-Star Game (en) de 1963 qui verra la dernière victoire d'une équipe universitaires sur le champion en titre de la NFL.
La course de 99 mètres de Baker contre les Wildcats de Villanova lors du Liberty Bowl 1962 (seuls points inscrits lors de ce match - victoire 6-0 des Beavers), constitue toujours un record de National Collegiate Athletic Association (NCAA),. En effet, les jeux depuis la ligne d'engagement ne pouvant jamais partir sur la ligne d'en-but, le record ne pourra jamais être battu mais seulement égalé.
Baker obtient un baccalauréat en sciences en génie mécanique en 1963.

## Carrière professionnelle
Après avoir obtenu son doctorat à la faculté de droit de l’université de Californie du Sud, Baker est sélectionné en tout premier choix lors de la draft 1963 de la NFL (en) par la franchise des Rams de Los Angeles.
Il y joue pendant trois saisons et passe ensuite en Ligue canadienne de football (LCF) où il joue pour les Eskimos d’Edmonton,.
Il retourne ensuite à Portland où il fonde le cabinet d'avocats Tonkon Torp (en).

## Honneurs
Baker est intronisé à l'Oregon Sports Hall of Fame en 1980, au College Football Hall of Fame en 1982 et à l'Oregon State University Sports Hall of Fame en 1988.
Le no 11 qu'il portait a été définitivement retiré par les Beavers d'Oregon State.